# Vickers Viscount
Vickers Viscount je bil prvo turbopopelersko letalo potniško letalo na svetu. Prvič je poletel leta 1948, v letih 1948−1963 so zgradili 445 letal za veliko tujih družb. Viscount je bil zasnovan, da nadomesti batnognana letala. Verzija Type 810 je prevažala 75 potnikov do 2200 kilometrov daleč s potovalno hitrostjo 560 km/h. Poganajali so ga štirje turbopropelerski motorji Rolls-Royce plc Dart vsak z 1990 konjskimi silami. Bil je eno izmed najbolj uspešnih in profitabilnih letal povojnega obdobja.
Potniki so bili navdušeni nad presurizirano kabino, zmanjšanimi vibracijami in hrupom in velikimi panoramskimi okni. 
Viscounta so razvili po drugi svetovni vojni. Ker se niso uspeli dogovoriti o pogonu za novo letalo Type II, so izdelali tudi batnega Airspeed Ambassador -  Type IIA in turbopropelerskega Type IIB. British European Airways, ki se je pozneje združila v British Airways, je tudi vplivala na razvoj. Pozneje je postala eden glavnih uporabnikov tega letala. 
Prvi načrt junija 1945 je bil baziran na Viking s štirimi motorji in 24 potniki. Imel je oznako VC-2 oziroma Type 453. Pozneje se spremenili trup, da so imeli spodaj prostor za tovor in prtljago. Bil je sprva nepresuriziran, kasneje so ugotovili, da je za ekonomsko delovanje na 20000 čevljih (6100 metrov) potrebna presurizirana kabina. Potem so letalo podaljšali za več potnikov in povečali razpon kril. Ohišje za motor so izdelali tako, da bi lahko namestili Rolls-Royce Dart ali pa Armstrong Siddeley Mamba turboprope. Dart se je bolje odrezal na testih, zato so ga izbrali za pogon. Izdelali so tudi verzijo Type 663 z Rolls-Royce Tay turboreaktivnimi motorji. 
Prva proizvodna verzija je bila Type 700 z 1 381 KM (1 030 kW) motorji z 287 izgrajenimi. Oznaka "D" je bila za letala z močnejšimi 1.576 KM (1.175 kW) Dart 510 motorji. Type 810 je bila izboljšana varianta z močnejšimi 1 991 KM (1 485 kW) Dart 525 motorji. Zgradili so 84 teh letal.
Originalno naj bi imelo ime Viceroy (po zadnjem britanskem vladarju v Indiji Lordu Louisu Mountbatten), vendar so ga potem spremenili v Viscount, ko je Indija postalo neodvisna leta 1947

## Tehnične specifikacije (Type 810)
- Posadka: 2 pilota
- Kapaciteta: 75 potnikov
- Dolžina: 26,11 m (85 ft 8 in)
- Razpon kril: 28,56 m  (93 ft 8 in)
- Višina: 8,15 m  (26 ft 9 in)
- Površina kril: 89 m² (963 ft²)
- Prazna teža: 18 722 kg (41 276 lb)
- Maks. vzletna teža: 30 617 kg (67,500 lb)
- Motorji: 4 × Rolls-Royce Dart RDa.7/1 Mk 525 turboprop, 1 990 KM (1 484 kW) vsak

- Maks. hitrost: 566 km/h (352 mph)
- Dolet: 2 220 km (1 380 milj)
- Višina leta (servisna): 7 620 m (25 000 ft)
- Obremenitev kril: 368 kg/m² (75 lb/ft²)
- Razmerje moč/teža: 0,19 kW/kg, (0,12 KM/lb)